# Jedłownik-Turzyczka-Karkoszka
Jedłownik-Turzyczka-Karkoszka – dzielnica Wodzisławia Śląskiego, która została utworzona decyzją uchwały nr XVII/156/96  Rady Miejskiej w Wodzisławiu Śląskim z 28 czerwca 1996. W skład dzielnicy wchodzą trzy części miasta: Jedłownik, Turzyczka i Karkoszka.
Zabudowa dzielnicy ma charakter podmiejski. Obecnie na terenie dzielnicy działa zgromadzenie Sióstr Opatrzności Bożej. Mieści się tu zabytkowy dwór, a także SP nr 2. Działają: OSP "Jedłownik", OSP "Turzyczka" oraz "Brać Górnicza". Na terenie dzielnicy działa "Klub  Sportowy Gosław Jedłownik".